# Akwitanowie

Rozmieszczenie plemion akwitańskich oraz plemion sąsiednich we wczesnych czasach rzymskich

Akwitanowie – nazwa ogólna określająca związek plemion pochodzenia iberyjskiego nie spokrewnionego językowo i etnicznie z Galami.
W momencie zajęcia ziem leżących między Zatoką Lwią a Zatoką Biskajską przez Rzym zamieszkiwali tereny między Pirenejami, Garonną a morzem.
Rzymianie wspólną nazwę plemion wyzyskali do utworzenia nazwy całego dzisiejszego pd.-zach. obszaru Francji, który nazwali Akwitanią.